# Cuff It
Cuff It is een nummer van de Amerikaanse zangeres Beyoncé. Zij schreef en produceerde het nummer samen met Denisia Andrews, Brittany Coney (samen Nova Wav), Morten Ristorp (Rissi), Raphael Saadiq en Terius Nash (The-Dream), terwijl Nile Rodgers ook meeschreef en op gitaar te horen is. In september 2022 werd het uitgebracht als tweede single van het zevende studioalbum van de zangeres, Renaissance.

## Achtergrond
Raphael Saadiq vertelde in een interview dat dit nummer oorspronkelijk bedoeld was voor zijn band Tony! Toni! Toné!, maar dat bij besloot het naar Beyoncé te sturen: "Ik zei: 'Het gaat mensen ontroeren. Het gaat werken, dat zeg ik je.' Ik denk dat ze het gewoon heeft weggegooid. Van wat ik hoorde, heeft The-Dream het uiteindelijk gevonden. [...] Ik heb altijd gezegd: als je de juiste muziek bij een artiest neerlegt, kan het lukken. [...] Beyoncé is een harde werker. Ik zei tegen haar: 'Ik heb altijd geweten dat we ooit zouden samenwerken.' Zoals ik al zei, het draait allemaal om timing."
Op het nummer wordt een interpolatie gebruikt van het nummer van Ooo La La La van Teena Marie, geschreven door haar en Allan McGrier. Zij kregen hierdoor ook schrijverscredits op Cuff It.

## Hitnoteringen en prijzen
Cuff It bereikte de zesde plek van de Billboard Hot 100, de meest prestigieuze Amerikaanse hitlijst. In Wallonië en Zuid-Afrika was de tweede plek de hoogste notering. In dat eerste land hielden The Loneliest van Måneskin en Flowers van Miley Cyrus het van de eerste plek. Ook in Nieuw-Zeeland, Brazilië, het Verenigd Koninkrijk, Canada, Ierland en Australië bereikte het de top tien. In de Nederlandse Top 40 stond het twaalf weken met een drieëntwintigste plaats als hoogste notering.
Tijdens de MTV Video Music Awards van 2023 werd Beyoncé met Cuff It genomineerd voor Song of Summer. Uiteindelijk ging Seven van Jungkook er met deze prijs vandoor. Bij de Grammy Awards van 2023 werd het nummer genomineerd voor Best R&B Song. Deze wist het ook te winnen. Het tijdschrift NME verkoos Cuff It tot beste nummer van 2022. Het schreef: "Met een brug beter dan de Golden Gate, slinkse strijkers, uitdagende NSFW-teksten en de disco-flare die Nile Rodgers altijd met zich meebrengt, is Cuff It totale extase en een onverwacht geschenk voor de popcanon aller tijden, laat staan 2022."

### Nederlandse Top 40
| Hitnotering: 15-10-2022 t/m 31-12-2022 | Hitnotering: 15-10-2022 t/m 31-12-2022 | Hitnotering: 15-10-2022 t/m 31-12-2022 | Hitnotering: 15-10-2022 t/m 31-12-2022 | Hitnotering: 15-10-2022 t/m 31-12-2022 | Hitnotering: 15-10-2022 t/m 31-12-2022 | Hitnotering: 15-10-2022 t/m 31-12-2022 | Hitnotering: 15-10-2022 t/m 31-12-2022 | Hitnotering: 15-10-2022 t/m 31-12-2022 | Hitnotering: 15-10-2022 t/m 31-12-2022 | Hitnotering: 15-10-2022 t/m 31-12-2022 | Hitnotering: 15-10-2022 t/m 31-12-2022 | Hitnotering: 15-10-2022 t/m 31-12-2022 | Hitnotering: 15-10-2022 t/m 31-12-2022 |
| Week:                                  | 1                                      | 2                                      | 3                                      | 4                                      | 5                                      | 6                                      | 7                                      | 8                                      | 9                                      | 10                                     | 11                                     | 12                                     |                                        |
| -------------------------------------- | -------------------------------------- | -------------------------------------- | -------------------------------------- | -------------------------------------- | -------------------------------------- | -------------------------------------- | -------------------------------------- | -------------------------------------- | -------------------------------------- | -------------------------------------- | -------------------------------------- | -------------------------------------- | -------------------------------------- |
| Positie:                               | 40                                     | 35                                     | 34                                     | 32                                     | 26                                     | 23                                     | 24                                     | 26                                     | 26                                     | 32                                     | 34                                     | 39                                     | uit                                    |